# Camptoprosopella cruda
Camptoprosopella cruda är en tvåvingeart som beskrevs av Shewell 1939. Camptoprosopella cruda ingår i släktet Camptoprosopella och familjen lövflugor.
Artens utbredningsområde är Guatemala. Inga underarter finns listade i Catalogue of Life.